# Zalipje
Zalipje (ros. Залипье) – wieś (sieło) w Rosji, w Kraju Krasnojarskim, w rejonie abańskim. W 2010 liczyła 467 mieszkańców.